# Bembidion obtusum
Bembidion obtusum (лат.) — вид жужелиц из подсемейства Trechinae. Голарктика.

## Описание
Жуки мелких размеров, длина которых 2,8—3,5 мм. Верхняя поверхность коричневая или красновато-коричневая, без блеска, надкрылья слабо переливчатые, без пятен. Переднеспинка и надкрылья без выраженной микроскульптуры; последний максиллярный членик рудиментарный, значительно короче третьего членика; бока переднеспинки без выемки впереди заднего угла; переднеспинка со слабо развитым латеро-базальным килем, он нечёткий или очень короткий; надкрылья с угловатым латеральным краем на уровне плечей и вытянуты медиально; бороздки надкрылий четко пунктированы. Имаго встречаются на лугах, полях и культурных пастбищах, по обочинам дорог, в гравийных карьерах, песчаных карьерах, лесных опушках и редколесьях. Их также можно найти возле воды, такой как оросительные каналы, ручьи и реки. Этот вид в основном ведёт ночной образ жизни, но иногда активен на дорогах в весеннее солнце. Взрослые особи не умеют летать, умеренно бегают и иногда взбираются вверх. Исходный ареал включает Палеарктику (Европа). В последние годы отмечается в Северной Америке (Канада).